# دیو و دلبر (فیلم ۲۰۱۴)
دیو و دلبر (فرانسوی: La Belle et la Bête‎) فیلمی فرانسوی در سبک فانتزی به کارگردانی کریستف گان است که در سال ۲۰۱۴ منتشر شد.

## پیرنگ
در فرانسه یک بازرگان تنها (آندری دوسولیه) پس از اینکه کشتی‌اش غرق می‌شود مجبور می‌شود تمام دارایی‌اش را بفروشد. خانه را می‌فروشد و با شش فرزند خود به روستا عازم می‌شود. از میان فرزندان تنها دختر کوچک خانواده (لئا سیدو) از تغییرات خشنود است. در آنجا پدر خانواده مجبور می‌شود به همراه پردوکاس (ادواردو نوریگا) به جنگل برود. در جنگل پردوکاس بازرگان را تهدید می‌کند که به خاطر بدهی‌ای که پسرش دارد او را مورد آزار قرار خواهد داد.
بازرگان در جنگل گم می‌شود و در این زمان به سرزمین دیو (ونسان کسل) می‌رسد …

## بازیگران
- ونسان کسل در نقش دیو
- لئا سیدو در نقش دلبر (بِل)
- آندری دوسولیه در نقش بازگان (پدر بل)
- ادواردو نوریگا در نقش پردوکاس
- اودری لامی در نقش آنه
- ایوان کترفیلد در نقش شاهزاده
- سارا ژیرودو در نقش کلوتیله
- نیکلاس گب در نقش ماکسیم